# Konoe Motohiro
Konoe Motohiro (近衛 基熈, 1648 – 1722) foi um nobre japonês do período Edo, pertencente ao ramo Konoe do Clã Fujiwara, e foi regente (Kampaku) do Imperador Higashiyama no período de 1690 à 1703.

## Biografia
Motohiro perdeu seu pai Hisatsugu e sua mãe ainda jovem; seu avô era um irmão mais novo do Imperador Go-Mizunoo, que fora adotado pela família Konoe. 
Quando Motohiro tinha 16 anos (1664) se casou com Shinanomiya Tsuneko, então com 22 anos, filha do Imperador Go-Mizunoo. Nos primeiros dois anos após o casamento, não foram para a mansão de sua esposa, ao invés disso continou a morar na residência da família Konoe, até arranjar uma nova casa dois anos após o casamento. Ele teve com ela três filhos: sua filha Hiroko (n. 1666), que depois se casaria com o sexto shogun, Tokugawa Ienobu, Iehiro seu filho mais velho  (1667) se casou com a filha mais velha do Imperador Reigen, e passou a ocupar vários dos cargos de mais alta patente na Corte; seu terceiro filho, Nobuna (1669-1684), esteve doente durante toda a sua vida e morreu com 15 anos de idade. 

## Na corte
Em dezembro de 1654 Motohiro entrou para a corte durante o governo do Imperador Go-Mizunoo como Shōgoi (funcionário da Corte de quinto escalão sênior) e nomeado Sakonnoe-gon-shōshō (subcomandante da ala esquerda da guarda do palácio). Em 1655 já durante o governo do Imperador Go-Sai, foi promovido diretamente para Jusanmi (funcionário de terceiro escalão júnior). Em 1656 foi nomeado Chūnagon e em 1658) passou a ser Dainagon.  Em junho de 1665, aos 18 anos já no reinado do Imperador Reigen, Motohiro foi nomeado Naidaijin,  em 1671 Udaijin  e em 1677 Sadaijin.
Em 2 de maio de 1687 o Imperador Reigen abdica em favor de seu quinto filho, o futuro Imperador Higashiyama. E começa a governar como imperador aposentado; após a abdicação, Reigen passa a morar no Sentō-gosho (o palácio do ex-imperador).  Iniciou-se uma disputa entre Reigen que desejava reconquistar a administração da Corte o mais rápido possível e Motohiro que desejava manter a política tradicional, enquanto cooperava com o governo do shogun Tsunayoshi. A Investida de Reigen não acabou dando resultados e em 1690 Motohiro foi nomeado Kampaku do Imperador Higashiyama   cargo que ocupa até 1703, quando abdica em favor de Takatsukasa Kanehiro.
Em maio de 1709, quando o Shogun Tsunayoshi faleceu, Ienobu se tornou o novo shogun. Houve um aprofundamento do relacionamento entre  Motohiro e o shogunato (uma filha de Motohiro casou-se com Ienobu). . Em junho Motohiro foi o responsável pela passagem do trono do  imperador Higashiyama para o imperador Nakamikado e em outubro foi nomeado Daijō Daijin cargo que estava vago desde 1632 quando foi ocupado por Tokugawa Hidetada. 
Motohiro veio a falecer em 1722 deixando como herdeiro seu filho Iehiro